# Rashid Mahdi
Rashid Mahdi (arabe : رشيد مهدي, 1923 – 2008) est un photographe soudanais actif à Atbara des années 1950 aux années 1970.
Le photographe français Claude Iverné, fondateur d'une vaste archive de photographies consacrée à cet « âge d'or » de la photographie au Soudan (en), a qualifié Mahdi de « certainement le plus sophistiqué et l'un des photographes africains majeurs du XXe siècle ».
Les photographies de Mahdi ont été présentées aux Rencontres africaines de la photographie à Bamako, au Mali, en 2005, dans une exposition personnelle lors du salon Paris Photo en 2011, ainsi qu'à l'exposition rétrospective « The Khartoum School: the making of the modern art movement in Sudan (1945 – present) » en 2015, présentée par la Sharjah Art Foundation (en), aux Émirats arabes unis. Son œuvre est également représentée dans la collection du musée du Quai Branly à Paris.

## Biographie

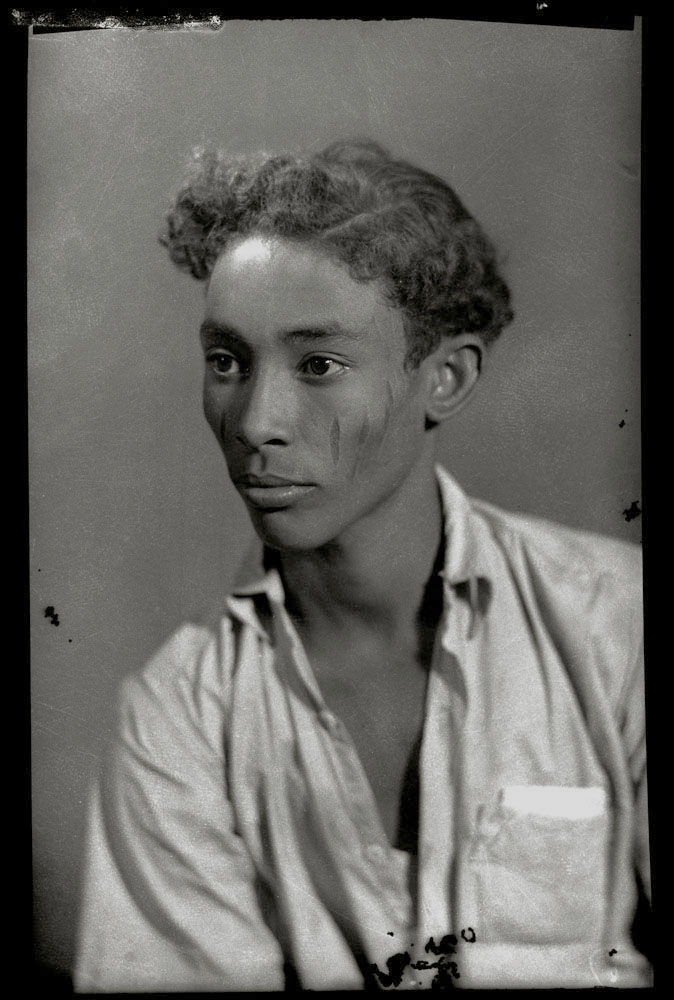
Homme aux scarifications (1955).

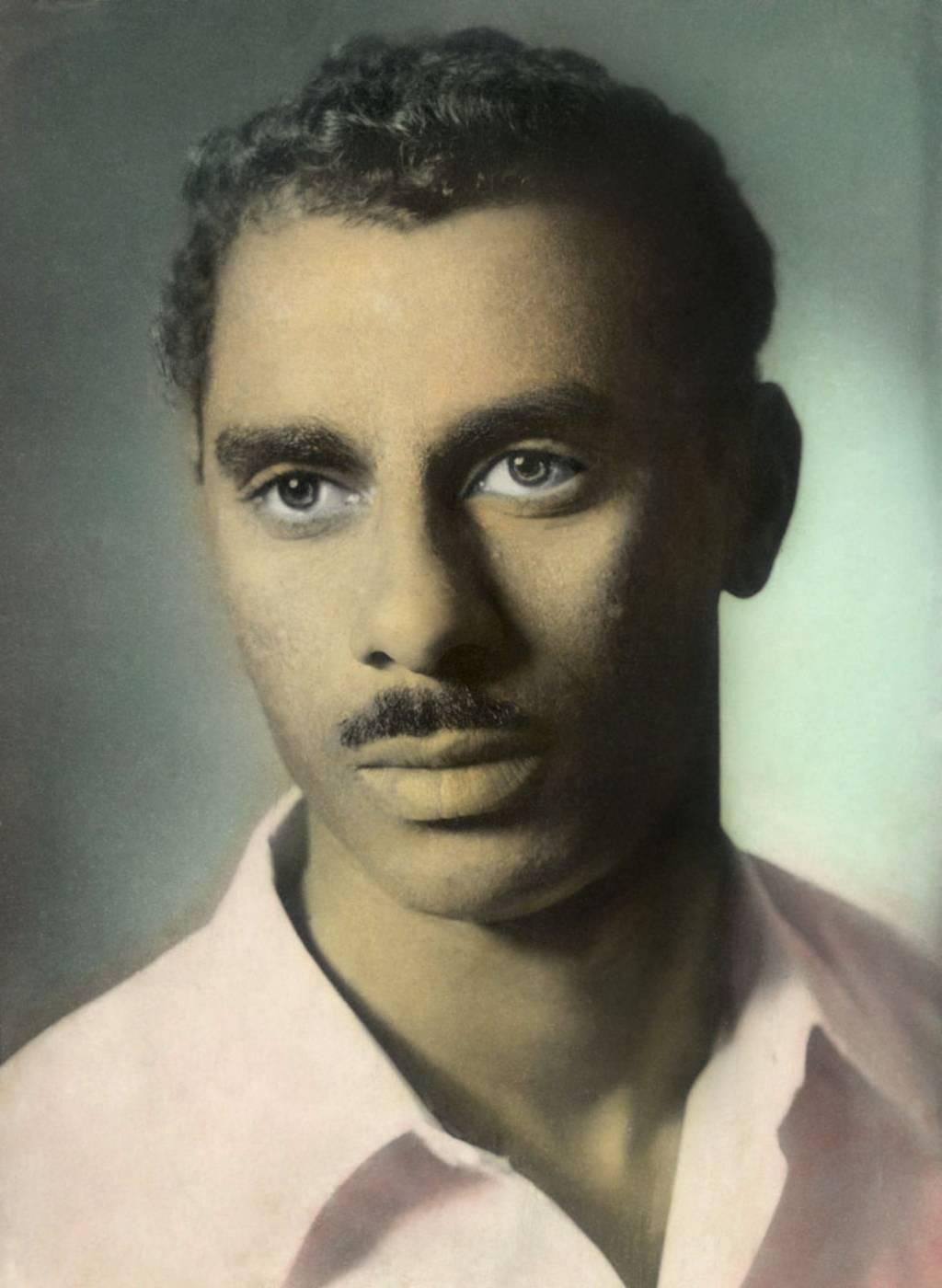
Portrait d'un inconnu (1960).

Mahdi est initialement formé au travail du bois au collège technique d'Omdourman et est destiné à travailler pour les chemins de fer coloniaux soudanais. Il travaille comme menuisier pendant un certain temps, mais la photographie l'attire davantage. Après avoir obtenu son diplôme, il achète son premier appareil photo à un photographe grec et se forme en autodidacte à sa nouvelle activité. Afin d'améliorer ses compétences, il correspond avec Kodak à Londres et, en 1957, il est invité à visiter la représentation Kodak au Caire, en Égypte.
Travaillant comme photographe de studio des années 1950 aux années 1970 dans sa ville natale d'Atbara, Mahdi devient l'un des premiers photographes soudanais. En 1957, il ouvre Rashid Photo Studio et réalise principalement des portraits d'individus ou de groupes tels que des familles, des soldats ou des membres de groupes religieux. Au fil du temps, ces images sont devenues des documents historiques, représentant l’apparence personnelle et la mode de l’époque. En outre, Mahdi documente l'industrie locale, la politique et les mouvements à Atbara, le centre du réseau ferroviaire soudanais, son mouvement syndical et les activités du parti communiste soudanais. Avec son appareil photo sur pied de 18 × 24 cm, Mahdi travaille en noir et blanc, mais colorie à la main certains de ses tirages, parfois en grand format. Rashid Mahdi est le directeur de la photographie du premier long métrage au Soudan indépendant, Hopes & Dreams, d'Ibrahim Mallassy. Lors de la première au Théâtre national en plein air d'Omdurman en 1970, Mahdi documente le grand nombre de spectateurs dans l'une de ses photographies.
Après la retraite de Rashid Mahdi, son fils Amin El Rashid (né en 1945) reprend le studio jusqu'au milieu des années 1990. Avec sa collection de photographies des années 1940, Rashid Studio est devenu la plus grande archive photographique du pays, totalisant plus de quatre millions de négatifs. Un grand nombre d'entre eux ont été publiés en ligne par le projet documentaire Soudan Memory.

## Réception

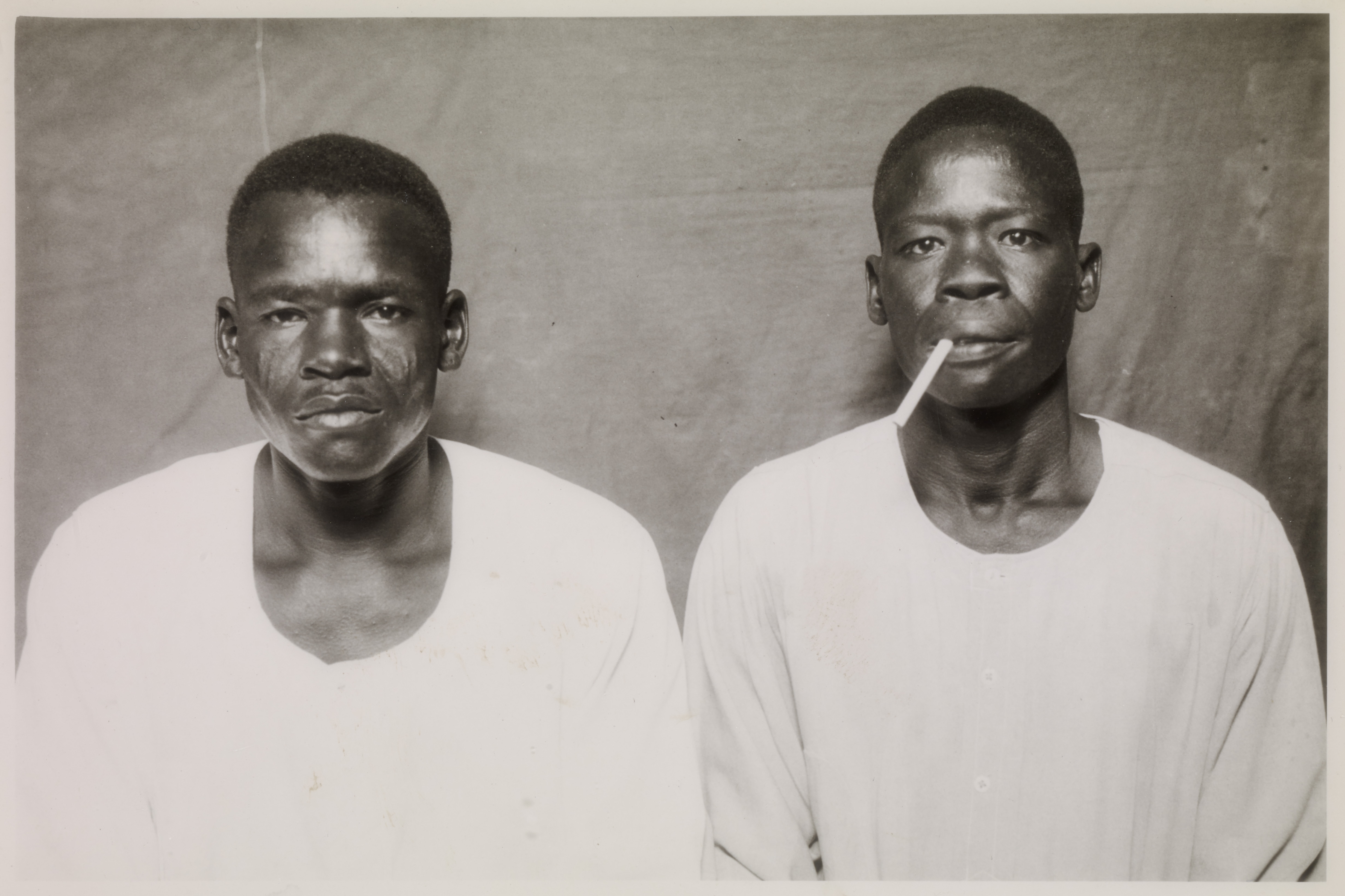
Portrait de deux hommes (n. d.).

À l'occasion de son exposition à la galerie Clémentine de la Ferronnière à Paris, dans le cadre du salon Paris Photo en 2011, le travail de Mahdi est caractérisé comme « le perfectionnement de l'image en intervenant en plusieurs étapes, tant sur le négatif, puis sur l'empreinte ». La même année, la plateforme d'art en ligne française TK-21 écrit à propos du travail de Mahdi : « Mahdi a établi très tôt un protocole de réalisation de portraits grand format, qu'il appliquera systématiquement et méticuleusement tout au long de sa vie. Du choix des sujets aux effets de lumière les plus élaborés, il perfectionne l'image en intervenant à de multiples étapes sur le négatif puis sur le tirage. Ses images précises et raffinées révèlent une société majoritairement bourgeoise du Nord [Soudan], qui affirme sa sienne. une indépendance avec une souveraineté inattendue. »
Dans une revue académique de l'exposition d'art rétrospective de 2017, The Khartoum School: The Making of the Modern Art Movement in Sudan (1945-present) à Sharjah, aux Émirats arabes unis, l'auteur écrit à propos de la photographie au Soudan : « L'exposition met en lumière le travail de deux maîtres photographes pionniers, Rashid Mahdi et Gadalla Gubara (en), ainsi que d'autres photographes de studio, [...] dans le contexte des liens historiques entre la photographie, la décolonisation et l'auto-représentation. »
Le photographe français Claude Iverné, qui a également créé ses propres reportages photo sur le Soudan, a défini la photographie de Mahdi et d'autres photographes au Soudan des années 1970 (en) comme une « période méconnue de grande liberté, où aller dans un studio photo était comme aller dans un bar ». Sur sa page Internet, qui prétend présenter une collection d'environ 12 000 images numérisées de 1890 à 2015, Iverné a publié de nombreuses photographies de Rashid Mahdi, tant dans la collection d'Iverné que dans celle du Musée du Quai Branly à Paris. Dans un entretien sur sa relation personnelle avec les photographes soudanais et leur travail artistique, Iverné a donné le récit suivant :

« À partir de 1983, les régimes successifs ont commencé à appliquer la charia. Les jours glorieux de l'image libre des années 1970 ont été encore plus compromis avec le coup d'État militaire de 1989. Les personnes au pouvoir défendaient une forme rigoriste de l'islam. Montrer ces photos à la vue de tous pouvait valoir aux photographes de sérieux ennuis. Certains d'entre eux ont même détruit leur travail. D'autres les ont cachées localement, dans de mauvaises conditions. J'ai découvert ces trésors cachés dans les arrière-boutiques des magasins, dans des endroits humides, étouffants et poussiéreux. »

— Claude Iverné, cité dans Discovering Sudanese Photography

## Expositions notables
- « 6e Rencontres africaines de la photographie », Bamako (Mali), 2005[14]
- « Another World », La Centrale Electrique, Bruxelles (Belgique), 2006
- « Rencontres Photographiques », Fez (Maroc), 2006
- « Nouvelles Africaines », Africultures / Confluences, Paris (France), 2007
- « Lumières Soudanaises », Flatteurville, Paris, 2011
- « Photographies Soudanaises », Galerie Clémentine de la Ferronnière, Paris, 2011[3],[15]
- « Lumières soudanaises », Rencontres photographiques du 10ème, Paris, 2011
- « The gifted man », Centre Culturel d'Égypte, Paris, 2011
- « Photographie Soudanaise », Usine Springcourt, Paris, 2012

Rétrospective :
- The Khartoum School: The Making of the Modern Art Movement in Sudan (1945-present), Sharjah Art Foundation (en), Sharjah (Émirats arabes unis)[7]